# 共和国勲章 (エジプト)
共和国勲章(きょうわこくくんしょう、アラビア語:وسام الجمهوريه)は、エジプトの勲章である。

## 歴史
1953年に、エジプト共和国の建国を祝い創立された。

## 等級
共和国勲章には6つの等級が存在する。
| 略綬   | 略綬       | 略綬       | 略綬               | 略綬             | 略綬   |
| ------ | ---------- | ---------- | ------------------ | ---------------- | ------ |
| ナイト | オフィサー | コマンダー | グランドオフィサー | グランドコルドン | カラー |

## 主な受章者
- ハマド・ビン・イーサ・アール・ハリーファ、バーレーン国王 (1973年1月24日)
- チャールズ3世、英国王 (1981年)